# Tabaí
Tabaí är en kommun i Brasilien.   Den ligger i delstaten Rio Grande do Sul, i den södra delen av landet, 1 600 km söder om huvudstaden Brasília. Antalet invånare är 4 131.
I omgivningarna runt Tabaí växer huvudsakligen savannskog. Runt Tabaí är det ganska glesbefolkat, med 24 invånare per kvadratkilometer.